# Пространственный многоугольник

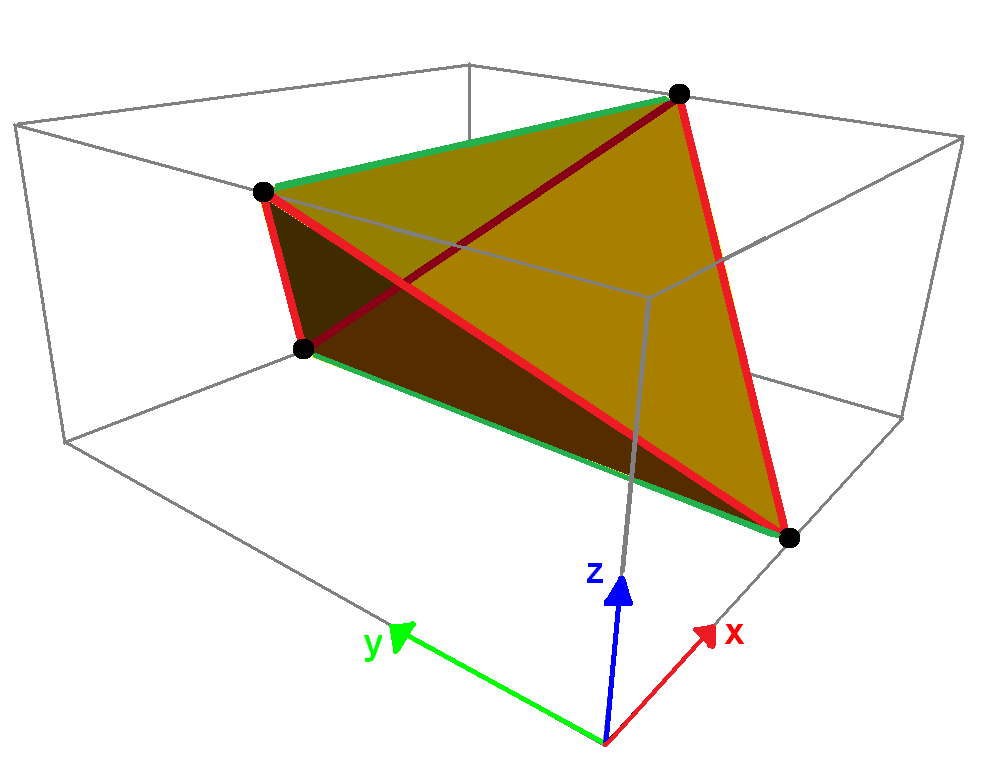
(Красные) рёбра представляют правильный зигзаг-многоугольник.

Пространственный многоугольник — многоугольник, вершины которого не компланарны. Пространственные многоугольники  должны иметь по меньшей мере 4 вершины. Внутренняя поверхность таких многоугольников однозначно не определяется.
Пространственные бесконечноугольники (апейрогоны) имеют вершины, не все из которых коллинеарны.
Зигзаг-многоугольник, или антипризматический многоугольник,  имеет вершины, которые попеременно находятся на двух параллельных плоскостях, а потому, должны иметь чётное число сторон. 
Правильный пространственный многоугольник в 3-мерном пространстве (и правильные пространственные бесконечноугольники в 2-двумерном) всегда являются зигзаг-многоугольниками.

## Антипризматические пространственные многоугольники в 3-мерном пространстве

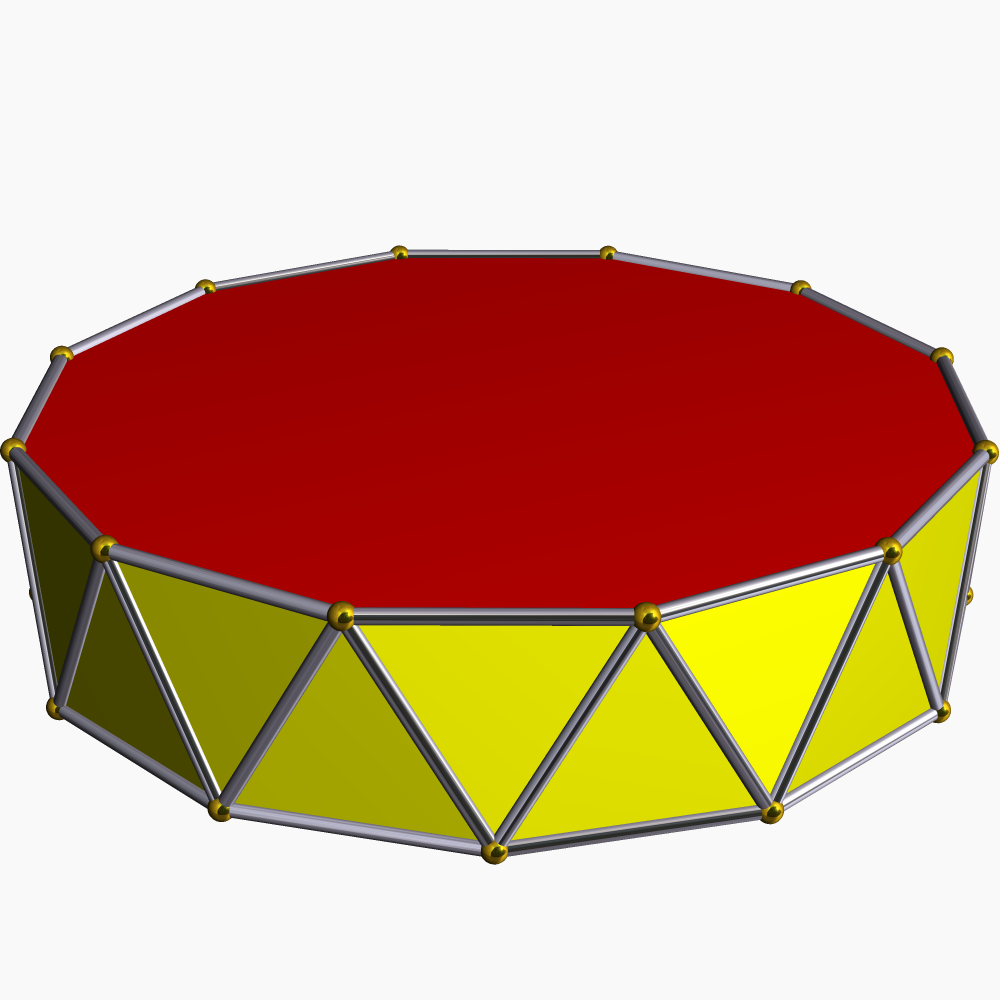
Однородная n-угольная антипризма имеет 2n-сторонний правильный пространственный многоугольник, задаваемый рёбрами антипризмы.

Правильный пространственный многоугольник является изогональной фигурой с одинаковыми длинами сторон. В 3-мерном пространстве правильные пространственные многоугольники являются зигзаг-многоугольниками (антирпизматическими многоугольниками), вершины которых поочерёдно принадлежат двум параллельным плоскостям. Стороны n-антипризмы могут определять правильный пространственный 2n-угольник. 
Правильному пространственному n-угольнику можно дать обозначение {p}#{ } как  смесь обозначений правильного многоугольника {p} и ортогонального  отрезка { }. Симметрия между последовательными вершинами является скользящей.
Ниже в примерах показаны однородные квадратные и пятиугольные антипризмы. Звёздные антипризмы также образуют правильные пространственные многоугольники с различным способом соединения вершин верхней и нижней звёзд.
| Пространственный квадрат | Пространственный шестиугольник | Пространственный восьмиугольник |
| {2}#{ }                  | {3}#{ }                        | {4}#{ }                         |
|                          |                                |                                 |
| sr{2,2}                  | sr{2,3}                        | sr{2,4}                         |

| Пространственный десятиугольник |           |           |
| {5}#{ }                         | {5/2}#{ } | {5/3}#{ } |
|                                 |           |           |
| sr{2,5}                         | sr{2,5/2} | sr{2,5/3} |

Правильный сложный пространственный 2n-угольник можно построить путём добавления второго пространственного 2n-угольника, полученного вращением первого. В этом случае вершины каждого из составляющих 2n-угольников лежат в вершинах призматической комбинации антипризм.
| Пространственные квадраты | Пространственные квадраты | Пространственные шестиугольники | Пространственные десятиугольники |
| Два {2}#{ }               | Три {3}#{ }               | Два {3}#{ }                     | Два {5/3}#{ }                    |
|                           |                           |                                 |                                  |

Многоугольники Петри — это правильные пространственные многоугольники, задаваемые внутри правильных многогранников и политопов. Например, 5 платоновых тел содержат 4, 6 и 10-сторонние правильные пространственные многоугольники, как видно из этих ортогональных проекций (красными отрезками показана  проективная оболочка). Тетраэдр и октаэдр включают все вершины в зигзаг-многоугольника и могут рассматриваться как антпризмы отрезков и треугольников соответственно.
Косой многоугольник имеет правильные грани или вершинные фигуры в виде правильных пространственных многоугольников. Имеется бесконечно много заполняющих всё пространство правильных косых многоугольников в 3-мерном пространстве и существуют косые многоугольники в 4-мерном пространстве, некоторые в виде однородного 4-мерного многогранника. 
| {4,6\|4}                               | {6,4\|4}                         | {6,6\|3}                               |
| -------------------------------------- | -------------------------------- | -------------------------------------- |
| Правильный косой шестиугольник {3}#{ } | Правильный косой квадрат {2}#{ } | Правильный косой шестиугольник {3}#{ } |

### Равноугольные пространственные многоугольники в 3-мерном пространстве
Изогональный пространственный многоугольник — это пространственный многоугольник с вершинами одного типа, соединёнными двумя типами сторон. Изогональные пространственные многоугольники с равными длинами сторон можно считать полуправильными. Они подобны зигзаг-многоугольникам на двух плоскостях, за исключением того, что сторонам позволяется как переходить на другую плоскость, так и оставаться на той же плоскости.
Изогональные пространственные многоугольники можно получить на n-угольных призмах с чётным числом сторон, попеременно двигаясь по сторонам многоугольника и между многоугольниками. Например, по вершинам куба — проходим вершины вертикально по красным рёбрам и по синим рёбрам вдоль сторон квадратов оснований.
| Куб, квадрат-диагональ | Витая призма        | Куб                 | Пересечённый куб |
| Шестигранная призма    | Шестигранная призма | Шестигранная призма |                  |

## Правильные пространственные многоугольники в 4-мерном пространстве
В 4-мерном пространстве правильные пространственные многоугольники могут иметь вершины на торе Клиффорда и связаны  смещением Клиффорда. В отличие от зигзаг-многоугольников, пространственные многоугольники двойного вращения могут иметь нечётное число сторон.
Многоугольники Петри правильного 4-мерного многогранника определяют правильные пространственные многоугольники. Число Кокстера для каждой группы симметрий Коксетера выражает, сколько сторон имеет многоугольник Петри. Так, это будет 5-сторонний многоугольник для пятиячейника, 8-сторонний для тессеракта и шестнадцатиячейника, 12 сторон для двадцатичетырёхячейника и 30 сторон для стодвадцатиячейника и шестисотячейника.
Если ортогонально спроектировать эти правильные пространственные многоугольники на плоскость Коксетера,  они превращаются в правильные огибающие многоугольники на плоскости.
| A4, [3,3,3]               | B4, [4,3,3]       | B4, [4,3,3]                | F4, [3,4,3]                    | H4, [5,3,3]                | H4, [5,3,3]             |
| Пятиугольник, Пентаграмма | Восьмиугольник    | Восьмиугольник             | Двенадцатиугольник             | Тридцатиугольник           | Тридцатиугольник        |
| ------------------------- | ----------------- | -------------------------- | ------------------------------ | -------------------------- | ----------------------- |
| пятиячейник {3,3,3}       | тессеракт {4,3,3} | шестнадцатиячейник {3,3,4} | двадцатичетырёхячейник {3,4,3} | стодвадцатиячейник {5,3,3} | шестисотячейник {3,3,5} |

n-n дуопризма и двойственная  дуопирамида также имеют 2n-сторонние полигоны Петри. (тессеракт является 4-4 дуопризмой, а шестнадцатиячейник —  4-4 дуопирамидой.)
| Шестиугольник | Шестиугольник   | Десятиугольник | Десятиугольник  | Двенадцатиугольник | Двенадцатиугольник |
| ------------- | --------------- | -------------- | --------------- | ------------------ | ------------------ |
| 3-3 дуопризма | 3-3 дуопирамида | 5,5-дуопризма  | 5-5 дуопирамида | 6-6 дуопризма      | 6-6 дуопирамида    |